# Corydalis sheareri
Corydalis sheareri là một loài thực vật có hoa trong họ Anh túc. Loài này được S.Moore mô tả khoa học đầu tiên năm 1875.